# Landschaftsschutzgebiet Mahnmal Upschlott
Das Landschaftsschutzgebiet Mahnmal Upschlott ist ein Landschaftsschutzgebiet im Landkreis Wittmund des Bundeslandes Niedersachsen. Es trägt die Nummer LSG WTM 00023. Als untere Naturschutzbehörde ist der Landkreis Wittmund für das Gebiet zuständig.

## Beschreibung des Gebiets
Das 1973 ausgewiesene Landschaftsschutzgebiet umfasst eine Fläche von 1,08 Quadratkilometern, die sich auf einer Fläche südöstlich von Leerhafe, einem Stadtteil von Wittmund in Ostfriesland erstrecken.

## Schutzzweck
Genereller Schutzzweck sind der „Schutz des Naturhaushalts und des Landschaftsbildes vor Schädigungen, der Schutz des Naturgenusses vor Beeinträchtigungen, der Schutz und Erhalt der offenen, als Grünland genutzten Niederung sowie die Entwicklung weiterer vor allem nährstoffarmer Feucht- und Nasswiesen.“ Um dieses Ziel zu erreichen, will der Landkreis ein Pflege- und Entwicklungskonzept erstellen. Geplant ist, die Wasserstände im Landschaftsschutzgebiet zu optimieren und das Grünland insbesondere innerhalb der Bereiche mit Niedermoorböden im Südosten und Süden nur noch extensiv zu bewirtschaften. Darüber hinaus strebt der Landkreis die Unterschutzstellung des gesamten Niederungsbereiches an. Dieser hebe sich aufgrund seines Landschaftsbildes, des Bodenreliefs und der Struktur sehr deutlich von den umliegenden Naturräumen ab. Über eine Änderung des Namens wird ebenfalls nachgedacht. Vorgeschlagen wird eine Umbenennung in „Landschaftsschutzgebiet Irmenhofheide“.